# Lothar Hause
Lothar Hause (ur. 22 października 1955 w Lübbenau/Spreewald) – piłkarz niemiecki grający na pozycji obrońcy. W swojej karierze rozegrał 9 meczów i strzelił 1 gola w reprezentacji Niemieckiej Republiki Demokratycznej.

## Kariera klubowa
Swoją karierę piłkarską Hause rozpoczął w klubie TSG Lübbenau. W 1971 roku podjął treningi w Vorwärts Frankfurt. W 1973 roku został zawodnikiem pierwszego zespołu i w sezonie 1973/1974 zadebiutował w jego barwach w DDR-Oberlidze. W 1988 roku spadł z zespołem Vorwärtsu do DDR-Fußball-Liga. Po zjednoczeniu Niemiec i zmianie nazwy klubu na Viktoria Frankfurt Hause grał na poziomie niemieckiej Oberligi. Po sezonie 1991/1992 zakończył swoją karierę sportową.
| Sezon   | Klub               | Kraj   | Rozgrywki        | Mecze | Bramki |
| ------- | ------------------ | ------ | ---------------- | ----- | ------ |
| 1973/74 | Vorwärts Frankfurt | NRD    | DDR-Oberliga     | 8     | 0      |
| 1974/75 | Vorwärts Frankfurt | NRD    | DDR-Oberliga     | 12    | 1      |
| 1975/76 | Vorwärts Frankfurt | NRD    | DDR-Oberliga     | 11    | 1      |
| 1976/77 | Vorwärts Frankfurt | NRD    | DDR-Oberliga     | 25    | 2      |
| 1977/78 | Vorwärts Frankfurt | NRD    | DDR-Oberliga     | 26    | 2      |
| 1978/79 | Vorwärts Frankfurt | NRD    | DDR-Oberliga     | ?     | ?      |
| 1979/80 | Vorwärts Frankfurt | NRD    | DDR-Oberliga     | 13    | 1      |
| 1980/81 | Vorwärts Frankfurt | NRD    | DDR-Oberliga     | 18    | 3      |
| 1981/82 | Vorwärts Frankfurt | NRD    | DDR-Oberliga     | 25    | 3      |
| 1982/83 | Vorwärts Frankfurt | NRD    | DDR-Oberliga     | 13    | 4      |
| 1983/84 | Vorwärts Frankfurt | NRD    | DDR-Oberliga     | 24    | 2      |
| 1984/85 | Vorwärts Frankfurt | NRD    | DDR-Oberliga     | 24    | 1      |
| 1985/86 | Vorwärts Frankfurt | NRD    | DDR-Oberliga     | 24    | 3      |
| 1986/87 | Vorwärts Frankfurt | NRD    | DDR-Oberliga     | 26    | 3      |
| 1987/88 | Vorwärts Frankfurt | NRD    | DDR-Oberliga     | 21    | 3      |
| 1988/89 | Vorwärts Frankfurt | NRD    | DDR-Fußball-Liga | ?     | ?      |
| 1989/90 | Vorwärts Frankfurt | NRD    | DDR-Fußball-Liga | ?     | ?      |
| 1990/91 | Vorwärts Frankfurt | NRD    | DDR-Oberliga     | ?     | ?      |
| 1991/92 | Viktoria Frankfurt | Niemcy | Oberliga         | 11    | 0      |
| 1992/93 | Viktoria Frankfurt | Niemcy | Oberliga         | ?     | ?      |

## Kariera reprezentacyjna
W reprezentacji Niemieckiej Republiki Demokratycznej Hause zadebiutował 6 września 1978 roku w wygranym 3:1 towarzyskim meczu z Czechosłowacją, rozegranym w Lipsku. W 1980 roku zdobył srebrny medal na Igrzyskach Olimpijskich w Moskwie. W kadrze narodowej od 1978 do 1982 roku rozegrał 9 meczów i zdobył 1 bramkę.